# Birchwood Village, Minnesota
Birchwood Village là một thành phố thuộc quận Washington, tiểu bang Minnesota, Hoa Kỳ. Năm 2010, dân số của thành phố này là 870 người.

## Dân số
- Dân số năm 2000: 968 người.
- Dân số năm 2010: 870 người.